# Cristhian Árabe
Cristhian Alexis Árabe Pedraza (Santa Cruz de la Sierra, 25 de diciembre de 1991) es un futbolista boliviano. Juega como centrocampista en Oriente Petrolero de la Primera División de Bolivia.

## Clubes
| Club                   | País    | Año             |
| ---------------------- | ------- | --------------- |
| Blooming               | Bolivia | 2008 - 2010     |
| Destroyers             | Bolivia | 2010 - 2013     |
| Universitario de Sucre | Bolivia | 2013 - 2015     |
| Always Ready           | Bolivia | 2018 - 2022     |
| Oriente Petrolero      | Bolivia | 2022 - presente |

## Palmarés

### Títulos nacionales
| Título             | Club                   | País    | Año  |
| ------------------ | ---------------------- | ------- | ---- |
| Torneo Clausura    | Universitario de Sucre | Bolivia | 2014 |
| Copa Simón Bolívar | Always Ready           | Bolivia | 2018 |
| Primera División   | Always Ready           | Bolivia | 2020 |